# Fragilità
La fragilità è la tendenza di alcuni materiali a rompersi bruscamente senza che avvengano precedentemente deformazioni e snervamenti. È un concetto molto importante nell'ambito della scienza dei materiali, perché rappresenta un tipo di rottura piuttosto pericolosa e quasi sempre non desiderata; per i metalli in particolare, è spesso un effetto collaterale di un trattamento di indurimento, soprattutto se svolto a freddo.
Un materiale che non è fragile si dice invece "duttile".

## Transizione duttile - fragile
Non sempre un materiale si rompe in maniera univoca; esistono diversi fattori che possono renderlo fragile o duttile, come pure gli possono conferire caratteristiche intermedie. La transizione può essere continua o discontinua.
Solitamente si prende la temperatura a cui avviene tale transizione come parametro maggiormente indicativo del comportamento del materiale. Una normale richiesta è che essa sia minore della temperatura di esercizio del pezzo.
Si elencano i fattori maggiormente influenti sulla temperatura di transizione duttile - fragile:
- la tensione critica di propagazione di una cricca è inversamente proporzionale alla dimensione della grana cristallina, quindi si può affermare che tale dimensione, al suo aumentare, aumenta la temperatura di transizione duttile - fragile (legge di Affinamento del grano);
- la diminuzione della temperatura di esercizio provoca l'aumento della tensione di snervamento, soprattutto nei metalli con reticolo CCC (cubico a corpo centrato) e CFC (cubico a facce centrate), e questo porta a una minore plasticizzazione, dovuta alla minore concentrazione di vacanze nel reticolo cristallino (diminuisce cioè la mobilità delle dislocazioni);
- uno sforzo impulsivo favorisce la rottura per clivaggio (fragile) rispetto a quella per scorrimento dei cristalli (duttile);
- l'incrudimento aumenta il carico di snervamento quindi fa sì che aumenti lo sforzo necessario per arrivare ad una deformazione plastica, di conseguenza serve più sforzo per muovere le dislocazioni; pertanto all’aumentare dell’incrudimento aumenta la durezza ma aumenta la fragilità.
- discontinuità dovute a lavorazioni, cricche, inclusioni... creano concentrazioni di tensioni e favoriscono la rottura fragile;
- presenza di componenti fragili, come la martensite, o di precipitazioni intercristalline infragilizzanti;
- azione dell'idrogeno;
- presenza di eterogeneità strutturali a bande che risaltano il comportamento della fase più debole;
- irraggiamento con neutroni.

## Fragilità al rosso
Negli acciai ricchi di zolfo si ha presenza non trascurabile di solfuro di ferro, che fonde a 988 °C, a una temperatura quindi molto più bassa di quella del ferro e inclusa nel campo delle lavorazioni plastiche a caldo (ad esempio laminazione e fucinatura). Tale composto, se in quantità superiori allo 0,035%, crea una pellicola liquida ai giunti dei grani e pregiudica la coesione dei cristalli.